# 튜브 앨로이스
튜브 앨로이스(영어: Tube Alloys)는 특수강관(特殊鋼管)을 가리키며 제2차 세계대전에서부터 1950년대 초까지 영국 육군에 의해 진행된 핵무기 개발 계획이다. 제2차 세계대전 동안에는 미국의 맨해튼 계획과 공조하였으며, 전후 독자적으로 핵무기 개발을 계속하여 1952년에 허리케인 작전을 통해 핵실험에 성공하였다.